# تشارلي كليمنتس
تشارلي كليمنتس (بالإنجليزية: Charlie Clements)‏ هو ممثل بريطاني، ولد في 5 يونيو 1987 في Sidcup ‏ في المملكة المتحدة.

## وصلات خارجية
- تشارلي كليمنتس على موقع IMDb (الإنجليزية)
- تشارلي كليمنتس على موقع ميوزك برينز (الإنجليزية)
- تشارلي كليمنتس على موقع قاعدة بيانات الفيلم (الإنجليزية)